# Speyerbrunner Eck
Das Speyerbrunner Eck ist ein Berg innerhalb des Pfälzerwald.

## Geographie

### Lage
Der Berg liegt auf der Gemarkung der Ortsgemeinde Elmstein. An seinem Westhang liegt die Siedlung Schwarzbach, an seinem Nordosthang der namensgebende Ort Speyerbrunn und an seinem Südosthang die Annexe Erlenbach.
An seinem Nordhang fließt der Schwarzbach und an seinem Osthang Erlenbach, den der hydrologischen Quellfluss des Speyerbachs bildet.

### Naturräumliche Zuordnung
1. Großregion 1. Ordnung: Schichtstufenland beiderseits des Oberrheingrabens
2. Großregion 2. Ordnung: Pfälzisch-saarländisches Schichtstufenland
3. Großregion 3. Ordnung: Pfälzerwald
4. Region 4. Ordnung (Haupteinheit): Mittlerer Pfälzerwald
5. Region 5. Ordnung: Frankenweide

## Natur
Teile seines Südosthanges gehören zur Kernzone Erlenbachtal des Biosphärenreservat Pfälzerwald-Vosges du Nord.

## Geschichte
Früher befanden sich am Berg zwei Eisenerzgruben, worauf der Ritterstein 94 am Südosthang hinweist.
Ursprünglich lag der Berg auf Gemarkung der Gemeinde Wilgartswiesen; seit der Umgliederung des Gebiets zum 1. Januar 1976, das die drei Siedlungen im Bereich des Berges umfasst, gehört das Speyerbrunner Eck zu Elmstein.
Von 1998 bis 2015 führte über den Berg der Weg 2 der Spurensuche. Bei letzteren handelte sich um forstgeschichtliche Wanderwege im Forstamt Johanniskreuz. Mittlerweile wurde dieser zurückgebaut.

## Verkehr
An seinem Nordfuß verläuft die Landesstraße 499 und entlang seines Ostfußes die Kreisstraße 40.